# Seznam ministrů sociální péče Předlitavska
Toto je seznam ministrů sociální péče Předlitavska, který obsahuje chronologický přehled všech členů vlád Předlitavska působících v čele tohoto úřadu od ustavení rezortu v lednu 1918 až do zániku Rakouska-Uherska na podzim 1918.
1. června 1917 předlitavská vláda rozhodla zřídit nový rezort. Původně se počítalo, že půjde o ministerstvo sociální péče a zdravotnictví. Přípravnými pracemi byli pověřeni ministři Viktor Mataja a Ivan Horbaczewski. Na podzim 1917 bylo původní rozhodnutí změněno, nyní se předpokládalo založení dvou nových samostatných ministerstev – ministerstva sociální péče a ministerstva zdravotnictví. Ministerstvo sociální péče pak vzniklo 1. ledna 1918, ministerstvo zdravotnictví 27. července 1918. Vzhledem k faktu, že monarchie během několika následujících měsíců zanikla, se činnost ministerstva sociální péče už výrazněji nerozvinula a do konce Rakouska-Uherska se na něm vystřídali jen dva ministři.

## Ministři sociální péče Předlitavska
| # | Jméno         | Fotografie | Strana                 | Vláda                                     | Funkční období                  | Poznámky |
| - | ------------- | ---------- | ---------------------- | ----------------------------------------- | ------------------------------- | -------- |
| 1 | Viktor Mataja |            |                        | vláda Ernsta Seidlera vláda Maxe Hussarka | 1. ledna 1918 – 25. října 1918  |          |
| 2 | Ignaz Seipel  |            | Křesťansko-soc. strana | vláda Heinricha Lammasche                 | 25. října 1918 – 30. října 1918 |          |

* Poznámka: V pramenech a databázích mírně kolísá přesná datace počátku a konce funkčního období jednotlivých vlád. Zde všechny údaje dle publikace kol. aut.: Československé dějiny v datech, Praha 1987.